# 通関業者
通関業者（つうかんぎょうしゃ）とは、財務大臣の許可を受けて通関業(つうかんぎょう)を営む者のことである。ほとんどが法人であるが、通関業法では、法人に限定する規定はなく、個人であっても許可を受けることができる。通関業とは、他人の依頼によって通関業務を行うことをいい、例えば輸出と輸入の申告、輸入に伴う関税の申告納付等に代表される各種の通関業務を代理することである。

## 通関業務について
通関業務は通関業法にその主な内容が規定されている。具体的には貿易における貨物の輸入および輸出の申告等の貨物の通関およびそれに付随する各種法的効果を伴う手続のことであり、通関業者は主として以下の業務を行う。
- 税関官署に対する輸入および輸出の申告の代理
- 輸入貨物に係る関税・消費税、延滞税、重加算税等の申告および納付、更正・関税の還付の請求、修正申告、関税の減税・免税に係る制度の適用手続の代理
- 通関業務に関して税関官署が為した各種行政処分（例えば輸出や輸入の不許可等）に対して不服がある場合は、税関官署、財務大臣に対して行う主張・陳述（再調査の請求・審査請求）の代理

## 通関業の許可
通関業は、他人（依頼者）の名を用いて、その他人（依頼者）の通関業務を代理する業務であるため、財務省本省の地方支分部局である税関を監督官庁とする許可制となっている。許可権者は財務大臣であるが、通関業を営もうとする地域を管轄する各地区の税関長に権限が委任されており、実行上の監督をするのは各税関の業務部に属する首席通関業監督官または通関業監督官である。
通関業の許可制度は通関業法に定められている。許可の基準は以下のとおりである。
- 許可申請に係る通関業の経営の基礎が確実であること
- その人的構成に照らして、その行おうとする通関業務を適正に遂行することができる能力を有し、かつ、十分な社会的信用を有すること
- 通関業を営む営業所につき、通関士が設置されること

通関業の許可は全国において有効である。従前は、その許可の申請を提出した税関の管轄区域内においてのみ有効であり、ある場所において通関業の許可を得ても、すでに許可を得た税関の管轄区域と異なる税関の管轄区域で新たな営業所を営もうとする場合は、別途通関業の許可を得なければならなかったが、許可権者が財務大臣に変更されることに伴い改正された。
許可の付与に際して税関は通関業者の実績、または通関業者自身による申請等を勘案して、許可に条件(制限)を付すことがある。その際の条件には以下の2種類がある。
1. 許可の期間制限
2. 取扱う貨物の制限

1.の許可の期間制限については一種の経過措置である。すなわち、全く新規に通関業を開始して、通関業に未熟な状態であったり、経営基盤が強固ではなさそうであるなど、通関業の継続が困難となる可能性が見受けられる場合、または、過去に通関業法および関税法・関税定率法等関税に関する法令に抵触する犯則行為を行い懲罰的行政処分を受けたことがある場合などに付されることがある（期間制限の条件が許可に付されていない場合は無期限である。）。
2.の貨物の制限は許可申請者の希望による。この場合においては通関士を設置する必要がなくなる。なお、従前は、通関士設置区域とされた場所以外で業務を行う限定を行う場合も通関士を設置しないことが許されたが、この制度は廃止された。

## 通関業者と輸入代行業者との違い
通関業者は輸入代行業者とは異なる。輸入代行業者は、代行の依頼者を募り、代行業者の名をもって買付および、輸入を行い、それを代行の依頼者に対して転売する業であるのに対し、通関業者は実際の購入（輸入）者または販売（輸出）者の名をもって、輸入および輸出の業務を代理する。ここでいう依頼者の名とは輸出者から輸入者に対して渡される送り状(Invoice)に記載されている取引主体である荷主（Shipper：販売者＝輸出者）または、荷受人（Consignee：購入者＝輸入者）、または通関業者に対して通関業務の代行を委任した者の氏名・名称のことである（実際の貿易において送り状に記載されている取引主体と、通関業務代行の委任者は同一でないことはよくある。）。

## 認定通関業者制度
2008年4月以降、貨物のセキュリティ管理と法令遵守の体制が整備された通関業者については、 輸入者の委任を受けた輸入貨物について貨物の引取り後に納税申告を行うことや、 輸出者の委任を受けて保税地域以外の場所にある貨物について輸出申告を行うことなどができる制度が設けられた。これを認定通関業者制度という。
- 輸入の場合のメリット：輸入者の依頼により行う輸入貨物の通関手続において、貨物の引取り後に納税申告を行える （特例委託輸入申告制度）ことにより、輸入貨物の一層の迅速かつ円滑な引取りが可能となる等、 その利便性が向上する。
- 輸出の場合のメリット：輸出者の依頼により行う輸出貨物の通関手続については、特定保税運送者による運送等を前提に、 保税地域以外の場所にある貨物について輸出申告を行える（特定委託輸出申告制度）ことにより、 リードタイムおよびコストの削減等が図られる。

## 弁護士または弁理士が通関業務を行う場合
弁護士および弁理士がそれぞれ弁護士法・弁理士法の規定に基づいて行う業務については、通関業の許可制は適用されない（通関業法第3条第5項）。
これにより、弁護士が関係者等の委嘱により行う通関業務に関する審査請求・再調査の請求などや、弁理士が通関手続の中で行う輸出入差止め申立てに関わる手続などを行うに際しては、通関業の許可は不要である。